# ستيفن بينيت (لاعب غولف)
ستيفن بينيت (بالإنجليزية: Stephen Bennett)‏ هو لاعب غولف بريطاني، ولد في 23 أبريل 1959 في Cleethorpes ‏ في المملكة المتحدة.

## وصلات خارجية
- ستيفن بينيت على موقع رابطة أوروبا للاعبي الغولف المحترفين (الإنجليزية)